# Майсан
Майсан (араб. ميسان‎) — мухафаза в Ираке. Находится на востоке страны, на границе с Ираном. Административный центр — город Эль-Амара. До 1976 был вилайятом Амара. Территория 16 072 км², с населением 971 400 на 2011 год.
Население этой мухафазы сильнее всех пострадало во время ирано-иракской войны, во время которой, этот регион был главным полем битвы.
В 2003 году регион попал под контроль британских Вооружённых сил после вторжения в Ирак. 18 апреля 2007 году область была возвращена под контроль властям Ирака.
Названию муфахаза обязана исторической области Мешан, в свою очередь, возводящей этимологию к античному царству Мессена. 

## Округа
- Эль-Амара
- Аль-Кахла
- Аль-Маймуна
- Эль-Маджар-эль-Кабир
- Али-эль-Гарби
- Калат-Салех